# Balla Antal (újságíró)
Balla Antal (Kiskunhalas, 1886. április 26. – Budapest, 1953. november 22.) magyar újságíró, történész, kisgazda politikus, egyetemi tanár és a Magyar Tudományos Akadémia levelező tagja (1945–49).

## Élete, családja
Kiskunhalasi, református gazdálkodó családból származott. Budapestre kerülésével elszakadt szülővárosától. Az első világháborúban elveszítette az egyik lábát. Élettársa, majd 1945-től felesége Légrády Brigitta volt, akitől később elvált.

## Életpályája

### Pályájának kezdete
A budapesti egyetemen szerzett bölcsészdoktori oklevelet. Újságíróként kezdett dolgozni: a Nemzet munkatársa, majd 1919 után szerkesztője lett. 1929-ig a Hadirokkantak Lapja  szerkesztője. 1922-től a Pesti Hírlap szerkesztőségében dolgozott, 1926-tól belső munkatársként.

### Politikai karrierje az FKgP-ben
Szabadelvű polgári politikusként 1931-ben csatlakozott a FKgP-hez, amelynek programjával nemzetgyűlési képviselővé (1945–47) választották. 1945. november 15-étől 1946. november 20-áig a koalíciós kormány tájékoztatásügyi minisztere volt. Az egyik szerzője volt a Magyarország köztársasági államformájáról szóló 1946. évi I. tc. indokolásának. 1946 márciusa és júliusa között a Kis Újság felelős szerkesztőjeként is dolgozott.

### Pályájának vége
1947-ig volt tagja az FKgP-nek. A párt „felszalámizása” után a Balogh-féle Független Magyar Demokrata Párt tagja volt (1947–1949). 1946–48-ban a közgazdasági egyetemen gazdaságtörténetet tanított. A „fordulat éve” után polgári politikusként többé nem jutott szerephez.

## Akadémiai pályafutása
1945-ben lett a Magyar Tudományos Akadémia levelező tagja. 1949-ben visszaminősítették tanácskozó taggá, de a tagságát 1989-ben helyreállították.

## Főbb művei
- Hobbes és az újkori abszolutizmus (Budapest, 1910);
- A nemzetközi szocializmus válsága (Budapest, 1920);
- A liberalizmus történelme. Gazdasági és politikai tanításai (Budapest, 1926);
- A magyar országgyűlés története (Szerk., Budapest, 1927);
- Az utolsó száz év története (Budapest, 1931);
- A legújabb kor világtörténete (Budapest, 1932, több kiadásban);
- A legújabb kor gazdaságtörténete (Budapest, 1935, több kiadásban);
- Budapest szerepe Magyarország történetében /Budapest, 1935;
- Buda ostroma és elfoglalása 1686-ban (Budapest, 1936);
- Az Észak-amerikai Egyesült Államok története (Budapest, 1941);
- Magyarország története (Budapest, 1942);
- II. Rákóczi Ferenc (Budapest, 1943).

## Fordításai
- Émile Durkheim: A szociológia módszerei. Bp., Franklin, 1917,
- Meriel Buchanan: Ausztriai Anna : történeti regény. / Bp., 1938,
- Alfred Duff Cooper: A nyugati hadszíntér. Bp., 1939,
- Henry Ford: Életem és működésem.
- Gustave Le Bon: A tömegek lélektana.